# Ioga Iyengar

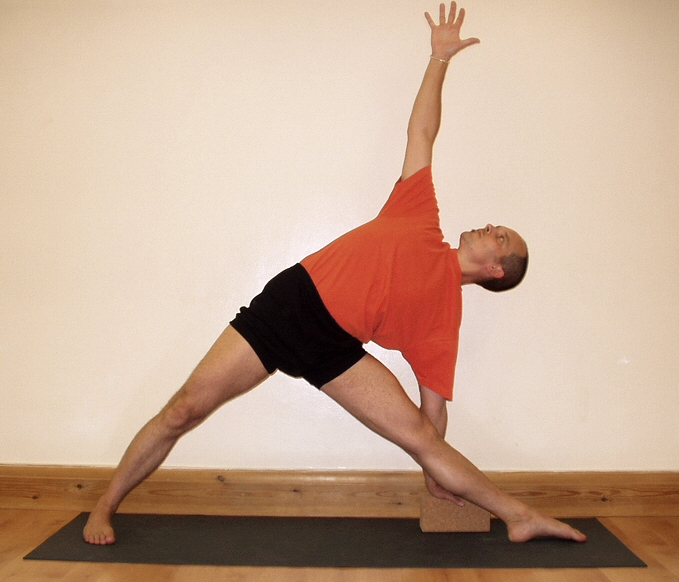
Un alumne fent lUttitha Trikonasana (la postura del triangle), una de les posicions bàsiques del ioga Iyengar

El ioga Iyengar, anomenat així perquè fou desenvolupat per B. K. S. Iyengar, és una forma de Hatha ioga que posa èmfasi en el detall, la precisió i l'alineament en la pràctica d'una postura (àssana) i el control de la respiració (pranaiama). El desenvolupament de la força, la mobilitat i l'estabilitat s'obté a través de les àssanes.
B. K. S. Iyengar va sistematitzar unes 200 postures de ioga i 14 tipus diferents de pranaiama (amb múltiples variacions d'aquestes) des de nivells més bàsics fins a nivells més avançats. Això ajuda a assegurar que els alumnes progressen gradualment anant des de postures senzilles fins a postures més complexes i desenvolupen la seva ment, el seu cos i el seu esperit pas a pas.
Sovint (però no sempre), el ioga Iyengar utilitza material com cinturons, totxos i mantes per a l'ajuda a l'hora de realitzar les àssanes. El material permet que els alumnes realitzin correctament les àssanes i minimitza el risc de lesions o distensions, i fa que les postures siguin accessibles per a persones de totes les edats.
El ioga Iyengar està fermament basat en les vuit etapes tradicionals del ioga exposades per Patànjali als seus Ioga Sutra.

## Enfocament
Com a forma del Hatha Ioga, el ioga Iyengar se centra en l'alineament estructural del cos físic a través del desenvolupament d'àssanes. A través de la pràctica d'un sistema d'àssanes, s'intenta unir el cos, la ment i l'esperit per aconseguir la salut i el benestar. Aquesta disciplina és considerada una eina potent per alleujar els estressos de la vida moderna actual que a la vegada permeten promoure el total benestar físic i espiritual.
Es diu que la modalitat Iyengar es diferencia d'altres estils de ioga per tres elements claus: tècnica, seqüència i temps:
- La tècnica es refereix a la precisió de l'alineament del cos i la realització del pranaiama.
- La seqüència significa les seqüències en les quals es practiquen les àssanes i els exercicis de respiració. Seguir la seqüència específica és important per aconseguir el resultat desitjat, perquè només la combinació de certes postures i tècniques de respiració poden assegurar l'efecte positiu esperat.
- El temps és el tercer element clau que defineix el temps emprat en cada postura o pranaiama.[1]

El ioga Iyengar és caracteritzat per centrar-se en l'alineament del cos. Iyengar va ser pioner en l'ús de materials com coixins, cadires, totxos, cinturons i bosses de sorra, que funcionen com a ajuda per permetre que els principiants experimentin les àssanes més fàcilment i més plenament, cosa que d'altra forma només seria possible amb diversos anys de pràctica. Els materials també permeten que alumnes d'avançada edat, lesionats, cansats o malalts puguin beneficiar-se de les propietats de moltes àssanes a partir de mètodes que exigeixin menys esforç.
El ioga Iyengar posa molt d'èmfasi en les posicions dempeus. Es diu que permet formar cames més fortes, augmentar la vitalitat general i millorar la circulació, coordinació i equilibri. A més a més, assegura una bona base per a l'estudi de postures més avançades.
Al contrari que aproximacions més experimentals on s'aconsella als estudiants "trobar el seu camí" cap a les àssanes de forma independent, imitant el professor, una classe de ioga Iyengar és molt verbal i precisa. De fet, el professor està contínuament corregint errors i desalineaments. Els professors de la modalitat Iyengar han de completar almenys dos anys d'entrenament rigorós per obtenir un certificat introductori. Després poden completar el seu nivell amb certificats intermedis i sènior, un procés que pot comportar una dècada o més d'entrenament.

## Efectes curatius

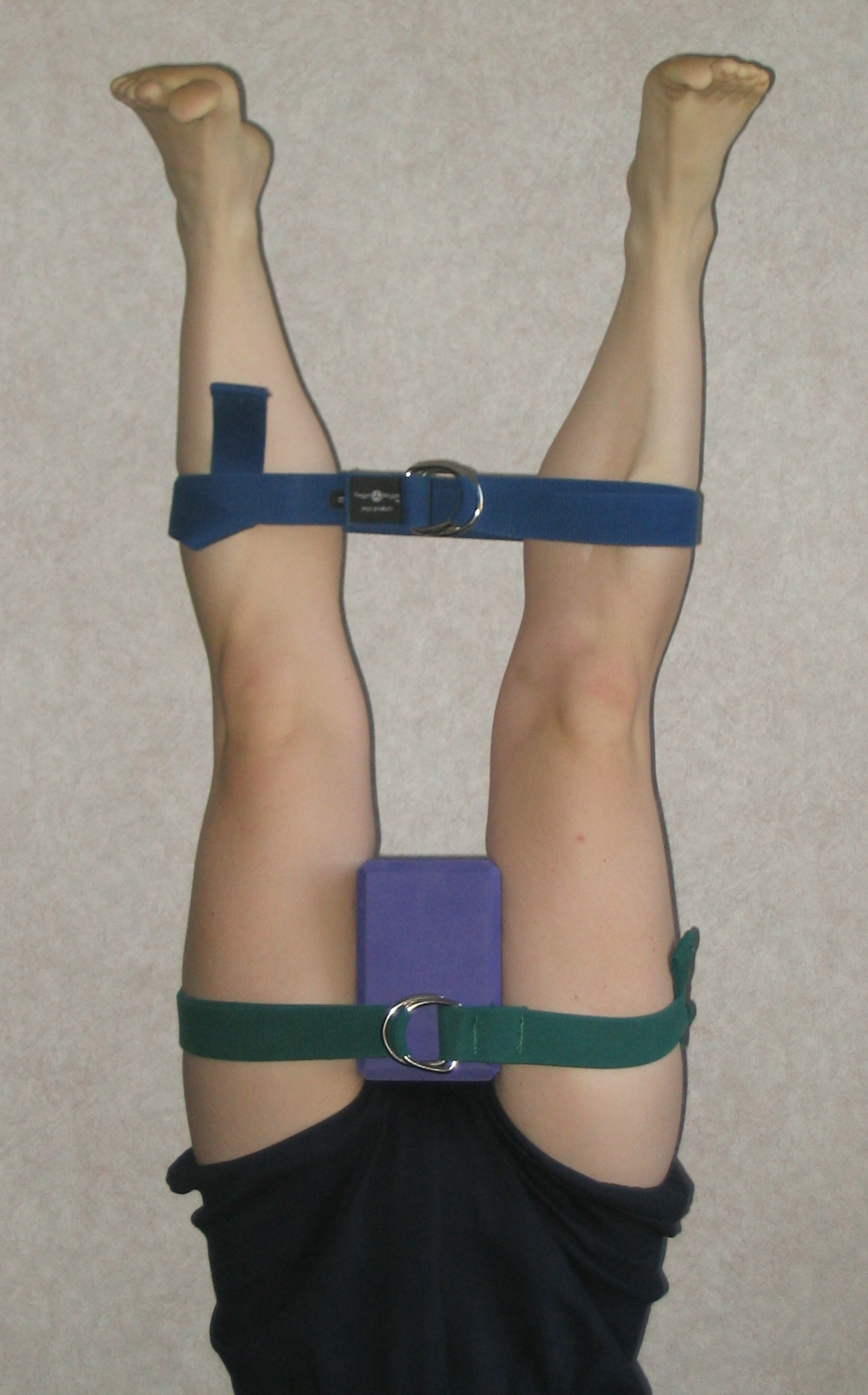
Cames contingudes amb cinturons i amb un totxo d'espuma en una postura de ioga Iyengar terapèutica

Iyengar també va descriure diverses malalties, mals i desordres amb la seva pràctica. S'han associat programes específics de ioga amb la lumbàlgia, la immunodeficiència, la hipertensió arterial, l'insomni, la depressió i la menopausa. Iyengar treballa amb aquells que tenen infarts de miocardi. Les àssanes s'han d'ajustar segons l'estat de malaltia o de recuperació de qui les practica.
S'han fet molts estudis sobre els efectes del ioga Iyengar en pacients amb problemes físics. En general, el ioga Iyengar és útil en la teràpia física perquè ajuda a la manipulació de zones inflexibles o lesionades. Un estudi dut a terme pel Dr. Sharon Kolasinski et al. va estudiar els efectes del ioga Iyengar en símptomes d'osteoartritis als genolls. Els 11 participants en l'experiment van assistir setmanalment a una sessió de ioga Iyengar de 90 minuts de durada durant 8 setmanes. Després del programa, havien reduït el dolor i la incapacitat. Aquest estudi tenia certes limitacions, ja que només hi havia 11 pacients participants i no hi havia un grup control.
En un altre estudi, es va demostrar que el ioga Iyengar podia ser positiu per al tractament complementari de la depressió. Shapiro et al. van dur a terme un estudi en el qual 17 participants amb una gran depressió unipolar van participar en almenys 6 sessions de ioga Iyengar. Al final, es va observar una reducció en la depressió, l'ansietat i la ira. Aquest estudi era un estudi pilot amb un únic grup de treball i sense cap grup control o placebo. L'estudi va concloure que el ioga és rendible i fàcil d'implementar i que produeix molts efectes emocionals, psicològics, de comportament i biològics positius.